# Paramigas andasibe
Paramigas andasibe är en spindelart som beskrevs av Raven 200. Paramigas andasibe ingår i släktet Paramigas och familjen Migidae.
Artens utbredningsområde är Madagaskar. Inga underarter finns listade i Catalogue of Life.